# Aurelio Nuño Morales
Aurelio Nuño Morales (* 1949 in Mexiko-Stadt; † 22. April 2022 ebendort) war ein mexikanischer Architekt.

## Biografie
Nuño studierte von 1967 bis 1972 an der Fakultät für Architektur und Stadtplanung der Universidad Iberoamericana. Seit 1984 arbeitet er mit Carlos Mac Gregor Ancinola, Clara de Buen Richkarday und Francis Sáenz zusammen im gemeinsamen Architekturbüro Despacho Nuño, Mac Gregor y de Buen Arquitectos S. C. Im Zeitraum von 1988 bis 2002 arbeitete er an verschiedenen Projekten für das Colegio Alemán Alexander von Humboldt in Lomas Verdes, Mexiko-Stadt, ferner auch in Zusammenarbeit mit Isaac Broid und Mac Gregor an der Calzada-Zaragoza-Strecke der Metro-Linie A im Distrito Federal de México.